# Le Nègre (roman)
Pour les articles homonymes, voir Nègre (homonymie).
Le Nègre est un roman de Georges Simenon, paru en 1957 aux Presse de la Cité. 
Simenon achève l'écriture de ce roman à Golden Gate, Cannes (Alpes-Maritimes), le 16 avril 1957.

## Résumé
Théo n'a pas été choyé par la vie : borgne de naissance, enfant de l'assistance, aujourd'hui abandonné par sa femme.
Modeste chef de halte sur la ligne Paris-Calais, près d'Amiens, il vit hanté par un désir : « Un jour, je leur montrerai. » Montrer quoi, et à qui ? Il ne le sait pas lui-même. 
Un jour, le cadavre d'un Noir est découvert près de la ligne du chemin de fer. L'hypothèse qui prévaut est que, devant descendre à Versins et n'ayant pas remarqué l'arrêt, l'homme a sauté en marche après le départ du train, dans la courbe proche. Mais Théo en sait plus que les autres : à la nuit tombante, le train étant reparti, il a vu le nègre prendre la direction de Versins. Son heure est donc venue : il va « leur montrer » son importance... Cependant, s'il y a eu crime, quel en est le mobile ? 
Or, à Versins, le riche Cadieu vient de mourir et l'on sait par ailleurs que son fils, décédé depuis longtemps, s'était expatrié en Oubangui où il avait eu un garçon d'une indigène. Ses deux neveux, Nicolas et François, auraient-ils liquidé le petit-fils du vieux, seul obstacle à leur héritage ? C'est ce que pense Théo, qui soupçonne plus précisément Nicolas, un fier-à-bras. Il imagine alors un stratagème qui lui permettrait de tirer avantage de la situation : plutôt que de dénoncer le crime à la police, il exercera un chantage auprès de Nicolas ; celui-ci sera trop heureux de débourser quelques millions qui, en lui assurant la paix, procureront à Théo de quoi prendre une retraite dorée. Rêve digne de Perrette, que, dans un mélange de triomphe et de rancœur, Théo avive encore par l'alcool. Mais, pendant que Théo fait des projets et se tait, l'enquête progresse et aboutit : ce sont bien les héritiers qui ont éliminé le nègre. Sur le point d'être arrêté, l'un se suicide et l'autre prend la fuite. Théo, dont on ne parle même pas dans le journal, n'a jamais rien eu à « leur montrer »...

## Aspects particuliers de l'ouvrage
Le point de vue du héros se déploie à travers l’irréalité de ses chimères qui s’expriment dans de nombreux passages en style indirect libre ; en face, la réalité d’une enquête qui avance lentement mais sûrement. De cette opposition ressort le caractère d’un être velléitaire qui prend sa faiblesse comme tremplin de ses désirs. 

## Fiche signalétique de l'ouvrage

### Cadre spatio-temporel

#### Espace
Versins-Station et Versins-Haut. 

#### Temps
Époque contemporaine (allusions à l’époque de la guerre de 1939-1945).

### Les personnages

#### Personnage principal
Théodore Doineau, dit Théo. Fonctionnaire de la SNCF, séparé de sa femme. Entre 46 et 48 ans.

#### Autres personnages
- Nicolas Cadieu, directeur de la laiterie coopérative de Versins
- François Cadieu, son frère, propriétaire de l’Hôtel du Roy à Versins.

## Éditions
- Prépublication en feuilleton dans le quotidien Le Figaro, n° 4099-4120 du 11 novembre au 5 décembre 1957
- Édition originale : Presses de la Cité, 1957
- Tout Simenon, tome 9, Omnibus, 2002  (ISBN 978-2-258-06050-0)
- Romans durs, tome 10, Omnibus, 2013  (ISBN 978-2-258-09397-3)
- Romans durs, tome 10, Omnibus, 2023  (ISBN 978-2-258-20267-2)

## Adaptations
- Die Stunde des Leon Bisquet, téléfilm allemand réalisé par Lutz Büscher, diffusé le 18 août 1986 à la ZDF diffusion

## Source
- Maurice Piron, Michel Lemoine, L'Univers de Simenon, guide des romans et nouvelles (1931-1972) de Georges Simenon, Presses de la Cité, 1983, p. 194-195  (ISBN 978-2-258-01152-6)